# بخش شهاب
بخش شهاب، یکی از بخش‌های شهرستان قشم در استان هرمزگان ایران است. مرکز این بخش، شهر سوزا است.

## تقسیمات کشوری
- بخش شهاب
  - دهستان سوزا
  - دهستان هنگام

شهر: سوزا

## جمعیت
بر پایه سرشماری عمومی نفوس و مسکن در سال ۱۳۹۵، جمعیت بخش شهاب برابر با ۱۳٬۲۰۲ نفر بوده‌است.مردم این بخش از نژاد عرب هستند و به زبان عربی صحبت می کنند.